# Dirk al IV-lea de Olanda
Dirk al IV-lea (n. cca. 1020/1030 – d. 13 ianuarie 1049) a fost conte de Olanda (numită Frizia la acea vreme) de la 1039 până la moarte.
Nu se cunoaște data nașterii; ceea ce se știe este că, la momentul decesului său, Dirk este descris ca fiind "adolescent". Baza sa de operații era fortăreața tatălui său edificată la Vlaardingen. Cronicarii contemporani se referă la el ca "Theodericus de Phlardirtinga" (Vlaardingen) și ca margraf. Extinderea exactă a stăpânirii sale nu este cunoscută, însă la un moment sau altul ea se întindea către nord până cel puțin la Rijnsburg iar la răsărit trecea de Aalburg.
Dirk al IV-lea a continuat politica tatălui său Dirk al III-lea de Olanda de a-și extinde posesiunile, dezvoltând și colonizând regiunile de jos din Olanda și Utrecht. Ca urmare, el a intrat în conflict cu episcopul de Utrecht, cu alți episcopi și mănăstiri din regiunea înconjurătoare. Din aceleași motive, împăratul Henric al III-lea a condus personal o expediție împotriva lui Dirk în 1046, constrângându-l să retrocedeze unele teritorii pe care le ocupase. Totuși, la puțină vreme după plecare împăratului, Dirk a început să devasteze teritoriile episcopilor de Utrecht și de Liège și a încheiat o alianță cu ducele Godefroi al III-lea cel Bărbos de Lorena și cu conții de Hainaut și de Flandra. După aceea, în 1047, împăratul a revenit și a ocupat fortăreața din Rijnsburg, care a fost distrusă în întregime. Totuși, pe drumul de întoarcere, armata imperială a suferit pierderi grele, fapt care a făcut ca aliații lui Dirk să pornească o revoltă deschisă. În 13 ianuarie 1049, Dirk a fost prins într-o ambuscadă în apropiere de Dordrecht de către o forță a episcopilor de Utrecht, Liège și Metz și ucis.
Dirk al IV-lea nu s-a căsătorit niciodată și a murit fără a avea urmași. El a fost succedat de către fratele său mai tânăr Floris I.